# Fabrizia Castagnoli
Fabrizia Castagnoli (Milano, 30 dicembre 1950) è una doppiatrice, direttrice del doppiaggio e attrice italiana.

## Biografia
Ha recitato nei film Italia: ultimo atto? e Il fiume del grande caimano, e in alcune serie televisive come I ragazzi del muretto, interpretando la madre di Franz. Ha lavorato anche in radio.
Come doppiatrice è famosa per aver prestato la voce a Sheree J. Wilson in Walker Texas Ranger e a Cynthia Rhodes in Dirty Dancing - Balli proibiti. Ha inoltre doppiato la signora Legan in Candy Candy, Dorotea in A casa di Gloria e Beatrice in L'apprendista Babbo Natale.

## Vita privata
È sposata con il regista Guido Maria Compagnoni da cui ha avuto un figlio, Giovanni, anche egli doppiatore.

## Filmografia
- Italia: ultimo atto?, regia di Massimo Pirri (1977)
- Il fiume del grande caimano, regia di Sergio Martino (1979)
- Morte a passo di valzer, regia di Giovanni Fago – miniserie TV (1979)
- In tre dentro un fondo di caffè, regia di Gianni Casalino – film TV (1979)
- Vai avanti tu che mi vien da ridere, regia di Giorgio Capitani (1982)
- Investigatori d'Italia – serie TV, episodio L'insolito caso dello strigliatore di giraffe (1987)
- I ragazzi del muretto – serie TV, 10 episodi (1991-1996)
- Incantesimo 2 – serial TV (1999)
- La squadra – serie TV (2001)

## Doppiaggio

### Film
- Diane Keaton in Il padre della sposa, Il padre della sposa 2, Ti presento i suoceri
- Judy Davis in Monteriano - Dove gli angeli non osano metter piede, Coast to coast
- Catherine O'Hara in  Natale in affitto, Argylle - La super spia
- Janet McTeer in As You Like It, Mission: Impossible - The Final Reckoning
- Valérie Lemercier in I visitatori
- Julie Christie in Calore e polvere
- Sandra Oh in Mr. Bean - L'ultima catastrofe
- Ellen DeGeneres in EdTV
- Frances McDormand in Wonder Boys
- Barbara Hershey in Il cigno nero
- Tess Harper in The Jackal
- Cherry Jones in Signs
- Christine Baranski in Jeffrey
- Pamela Reed in Rapimento e riscatto
- Glenn Close in Maxie
- Mary Steenburgen in Regina senza corona
- Lucinda Janney in Crazy/Beautiful
- Amanda Plummer in Freejack - In fuga nel futuro
- Patti LuPone in A spasso con Daisy
- Mary Beth Hurt in Autumn in New York
- Cynthia Rhodes in Dirty Dancing - Balli proibiti
- Kelly McGillis in Rischio d'impatto
- Jean Smart in Fuga dal futuro - Danger Zone
- Patricia Wettig in Scappo dalla città - La vita, l'amore e le vacche
- Lily Tomlin in Un tè con Mussolini
- Miou-Miou in Alibi e sospetti
- Katrin Sass in Good Bye, Lenin!
- Edna Best in L'uomo che sapeva troppo (ridoppiaggio)
- Jean Arthur in Il diavolo si converte (ridoppiaggio)
- Carrie Snodgress in Ed Gein - Il macellaio di Plainfield
- Kati Outinen in Nuvole in viaggio
- Annamaria Rizzoli in L'insegnante al mare con tutta la classe
- Clotilde Mollet in Quasi amici - Intouchables
- Rhea Perlman in Barbie
- Amy Aquino in Giurato numero 2

### Film d'animazione
- Brisby e il segreto di NIMH - Signorina Right
- Babe - Maialino coraggioso - Fly
- Il figlio di Babbo Natale - Mamma Natale
- La mia vita da Zucchina - Madame Papineau

### Serie televisive
- Judith Light in Law & Order - Unità vittime speciali, Before
- Janet McTeer in Ozark, Kaos
- Lily Tomlin in Grace and Frankie
- Mareike Carrière in L'avvocato delle donne
- Jacqueline Bisset in Alla fine dell'estate
- Mary Tyler Moore in Miss Lettie and Me
- Dee Wallace-Stone in Liddy faccia d'angelo
- Gudrun Landgrebe in Delitti privati
- Daphne Ashbrook in Doctor Who
- Judith Ivey in Finché delitto non ci separi
- Teri Garr in Aspettando la luce
- Sheree J. Wilson in Walker Texas Ranger
- Suzanne Somers in Una bionda per papà
- Amy Irving in Alias
- Laurie Holden in X-Files
- Elizabeth Peña in Resurrection Blvd.
- Carolyn Jones in La famiglia Addams
- Yvonne De Carlo in I mostri
- Belinda Montgomery in Doogie Howser
- Michele Lee in California
- Brynn Thayer in Matlock
- Bernadette Peters in All's Fair
- Lois Nettleton in Una famiglia si fa per dire
- Lisa Blount in Sons and Daughters
- Sela Apera in Xena - Principessa guerriera
- Aldine King in Project U.F.O.
- Maria Hartmann in Buongiorno professore
- Sabine Azèma in L'inafferrabile Rainer
- Deborah Cohen in Un pezzo di cielo
- Alannah O'Sullivan in Valle di luna
- Kristen Meadows in Santa Barbara
- Christine Tudor in Quando si ama
- Rebecca Holden in General Hospital
- Anna Holbrook in Stagioni
- Peggy Lipton in Secrets
- Manoëlle Gaillard in Seconde chance
- Verónica Castro in Illusione d'amore (2° voce)
- Barbara Anderson in Star Trek
- Lisa Emery in The Walking Dead: Dead City

### Serie animate
- A casa di Gloria - Dorotea
- Animal Crackers - Lana
- L'apprendista Babbo Natale - Beatrice
- Candy Candy - Signora Legan
- Mysha - Madre di Mysha
- Muteking - Sorella di Johnny
- Dark Crystal - La resistenza - Aughra